# Río Curaco
Río Curaco är ett vattendrag i Chile.   Det ligger i regionen Región de la Araucanía, i den södra delen av landet, 600 km söder om huvudstaden Santiago de Chile.
I omgivningen kring Río Curaco växer huvudsakligen savannskog. Området är glesbefolkat, med 16 invånare per kvadratkilometer.